# Abies magnifica
L'abete rosso della California (Abies magnifica A.Murray bis) è un albero della famiglia delle Pinaceae endemico della California, del Nevada e dell’Oregon.

## Etimologia
Il nome generico Abies, utilizzato già dai latini, potrebbe, secondo un'interpretazione etimologica, derivare dalla parola greca ἄβιος = longevo. Il nome specifico magnifica è riferito al portamento imponente.

## Descrizione

### Portamento
L'abete rosso della California può raggiungere i 77 m di altezza,  con tronco  fino a quasi 3 m di circonferenza, a portamento conico tendente a divenire cilindrico e irregolare con l’età.  I rami secondari sono di color giallo-chiaro con pubescenze rossastre, disposti in maniera opposta, verticillati.

### Foglie
Sono lunghe 0,6-4 cm, aghiformi,  con punta arrotondata, di colore blu-verde o blu-argentato sulla faccia superiore, divisa da una banda glauca con stomi disposti su circa 10 linee; la faccia inferiore ha due bande glauche con stomi su 4-5 linee per banda. Emanano un particolare profumo simile a quello della canfora. Le piccole gemme sono ovoidali,  rosse-marroni, con perule basali corte, larghe e ricoperte di peli.

### Fiori
Gli strobili maschili a maturazione sono purpurei o marroni-rossastri.

### Frutti
Sono coni oblunghi-cilindrici, purpurei tendenti al marrone a maturazione, sessili e con punta arrotondata, lunghi 14-23 cm e larghi 6-9 cm, con scaglie pubescenti lunghe 3-4 cm.  I semi sono marroni-rossastri,  lunghi 15 mm; a germinazione, sviluppano 7-8 cotiledoni.

### Corteccia
Grigia e liscia da giovane, resinosa,  con il passare degli anni si inspessisce, divenendo color rosso-marrone e profondamente solcata.

## Distribuzione e habitat
Cresce a quote comprese tra i 1.400 e i 2.700 m, su suoli granitici (Sierra Nevada)  o basaltici (Catena delle Cascate) in California, Nevada occidentale e Oregon. Il clima di riferimento è caratterizzato da una breve, calda e secca stagione estiva e da inverni lunghi, freddi e molto nevosi, con precipitazioni annue comprese tra 750 e 1.500 mm.  Può crescere in foreste pure, ma pù frequentemente miste in associazione con Abies concolor , Abies procera, Pseudotsuga menziesii , Calocedrus decurrens, Juniperus occidentalis, Abies lasiocarpa , Tsuga mertensiana, Pinus spp., e vari arbusti come Ceanothus cordulatus, Chrysolepis sempervirens e Arctostaphylos nevadensis .

## Tassonomia
Sono accettate due varietà:
- Abies magnifica var. critchfieldii Lanner - endemica della California
- Abies magnifica var. shastensis Lemmon - endemica di California e Oregon

## Usi
È una specie di grandi dimensioni, con una resa di legno per ettaro importante, e pertanto ha una grande valenza economica; il suo legno viene utilizzato in edilizia e nella produzione di compensati. Poche sono le cultivar disponibili, anche se viene talvolta coltivata per la produzione e vendita di alberi di Natale.

## Conservazione
Viene classificata come specie a rischio minimo di estinzione nella Lista rossa IUCN, per il suo areale molto vasto e l’assenza di evidenze di declino della sua popolazione.

## Galleria d'immagini

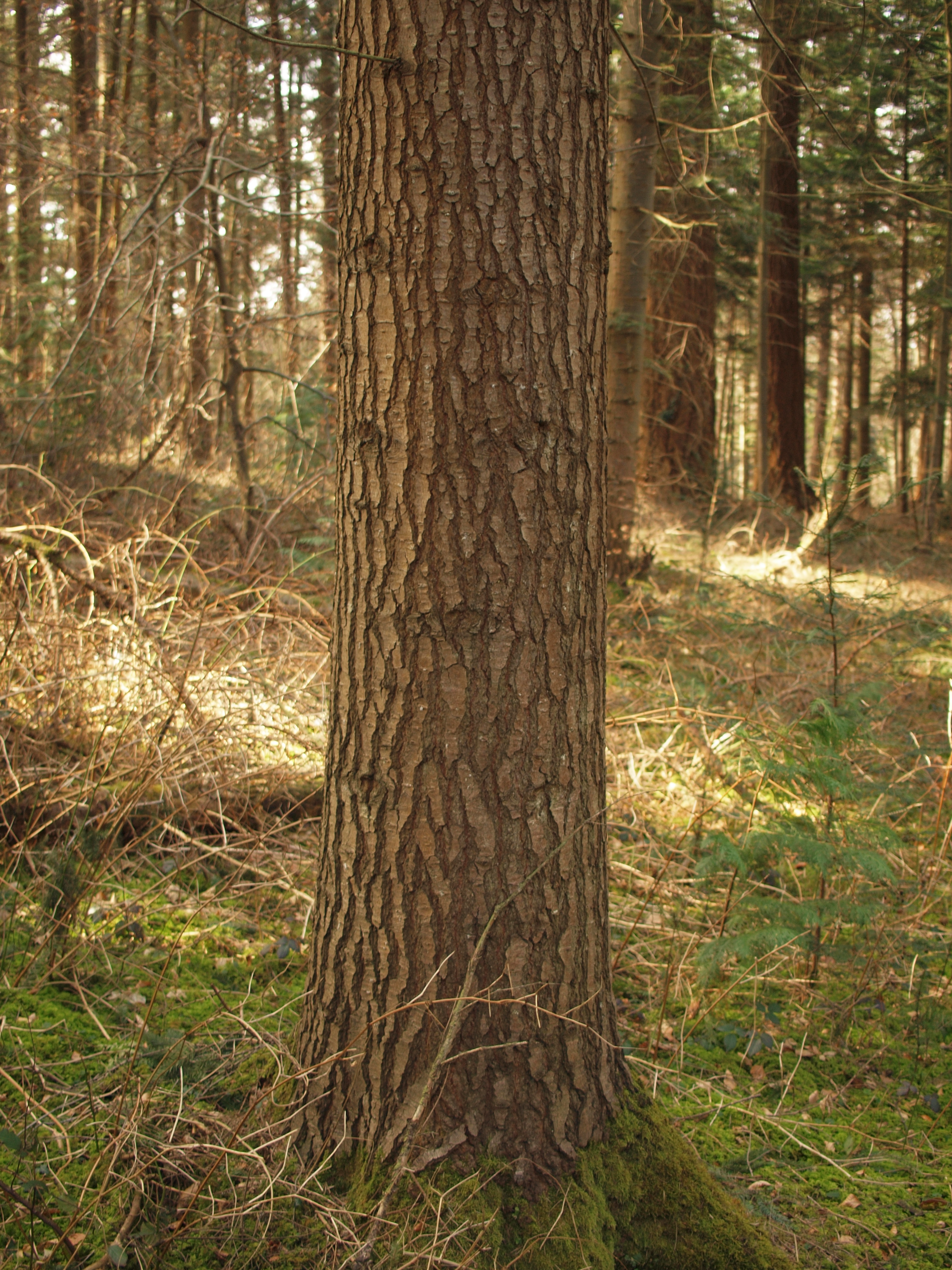
Tronco
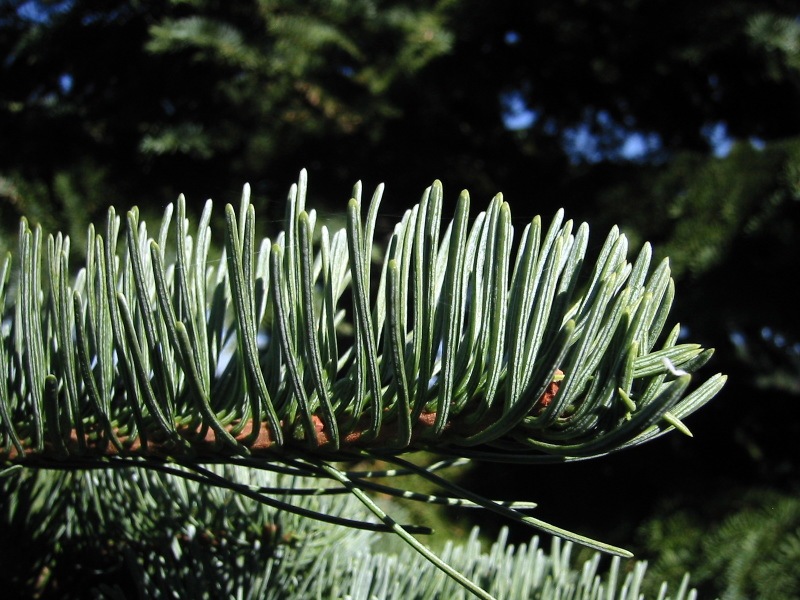
Aghi
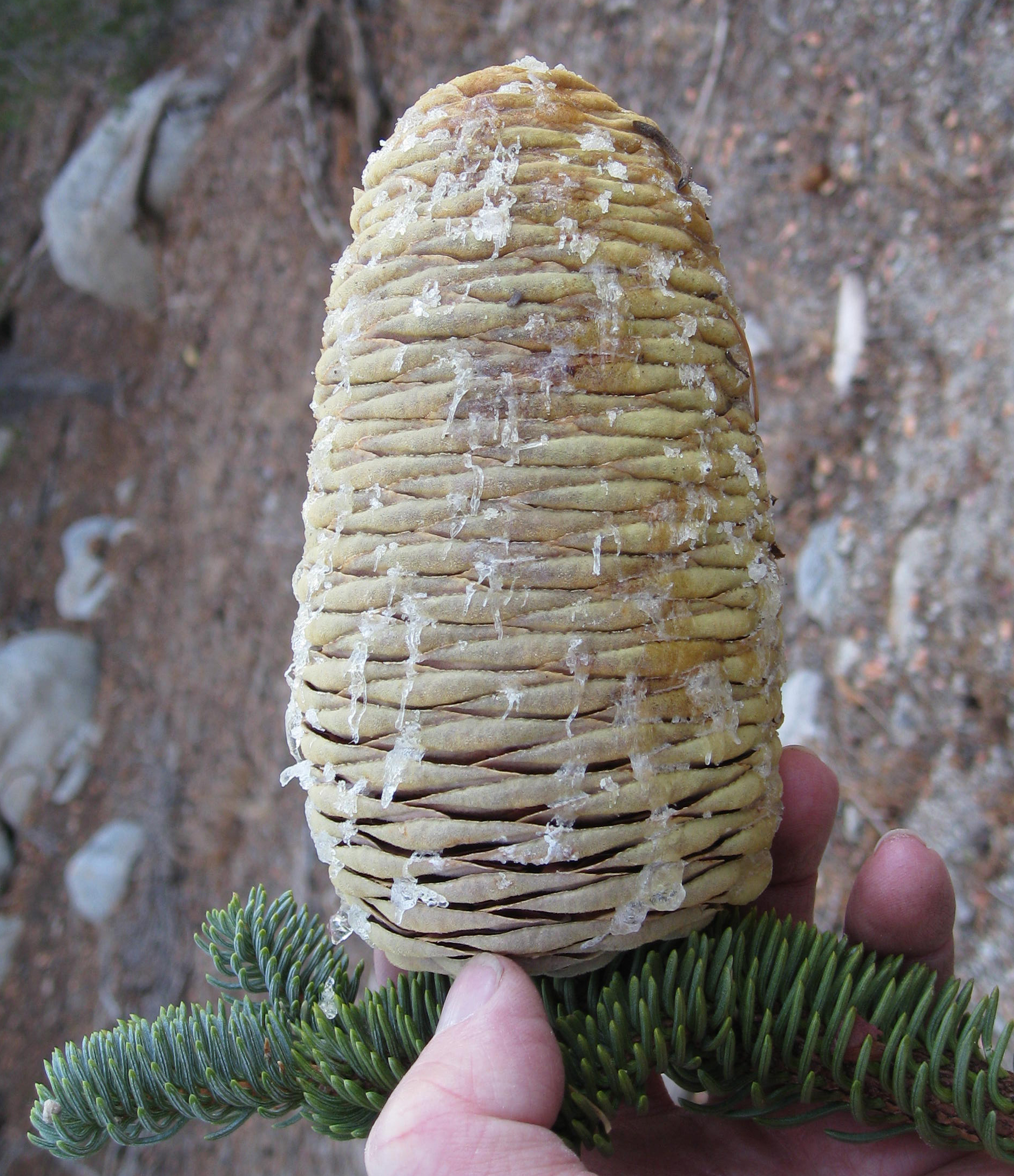
Cono femminile
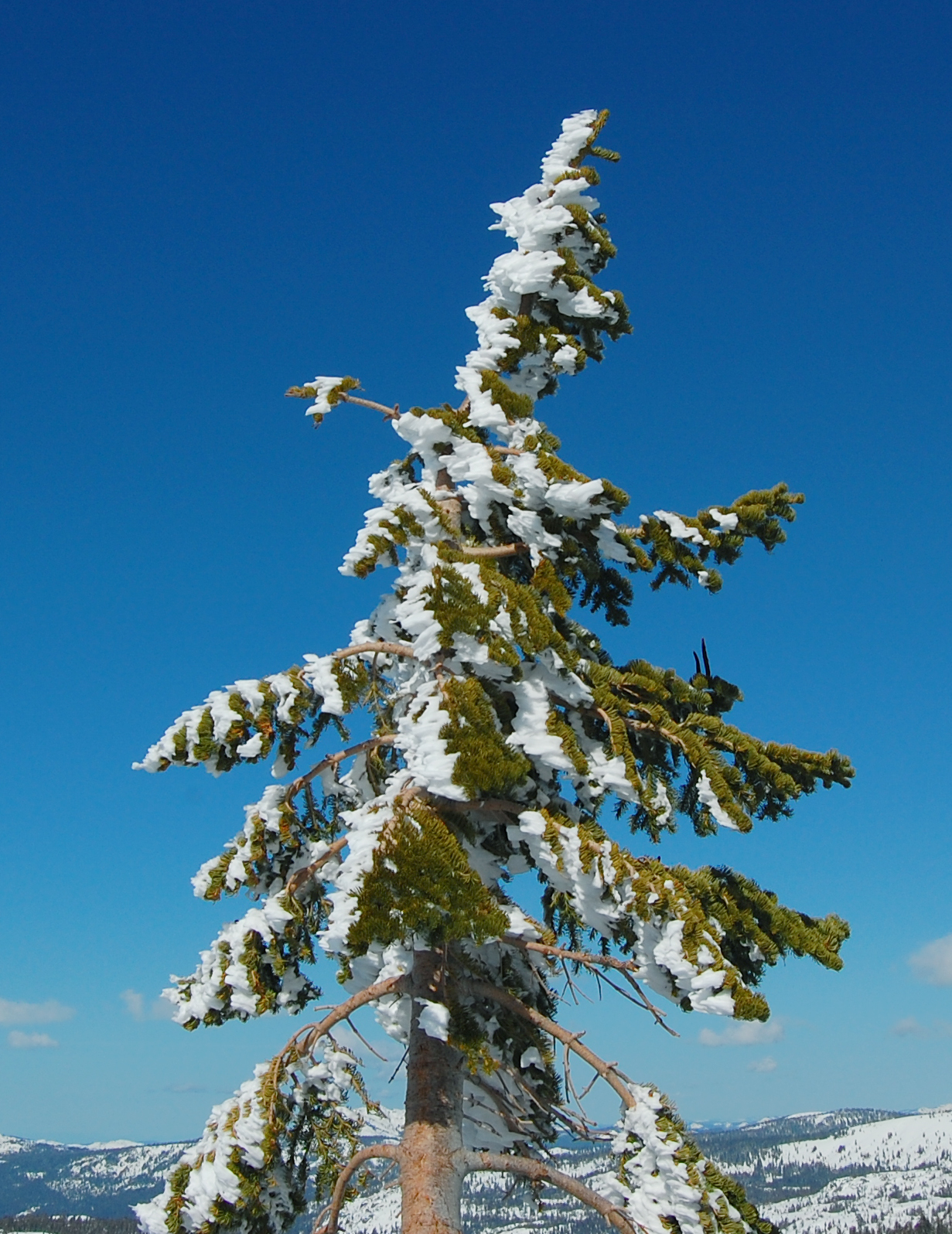
Parte sommitale
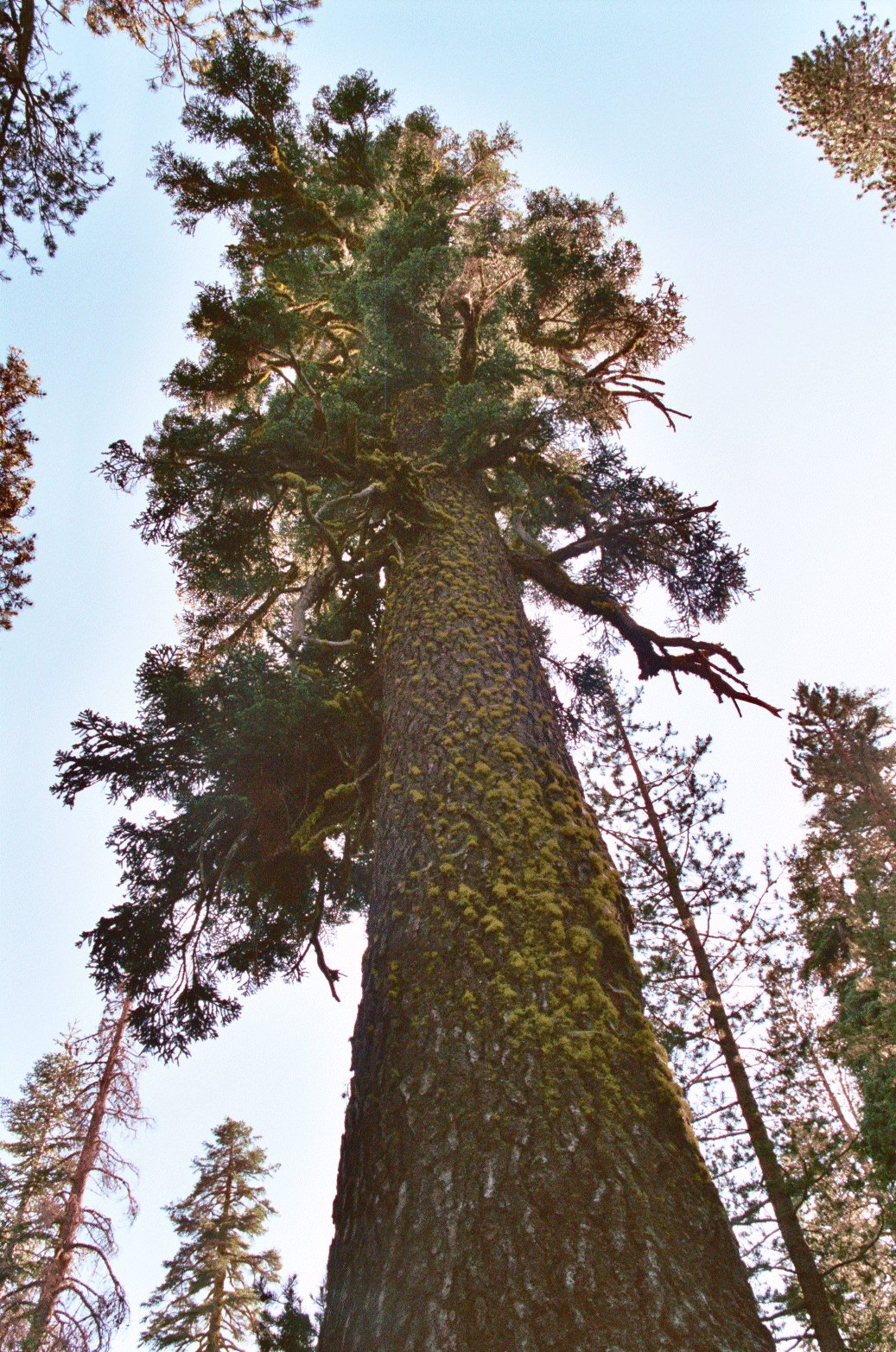
Vecchio esemplare
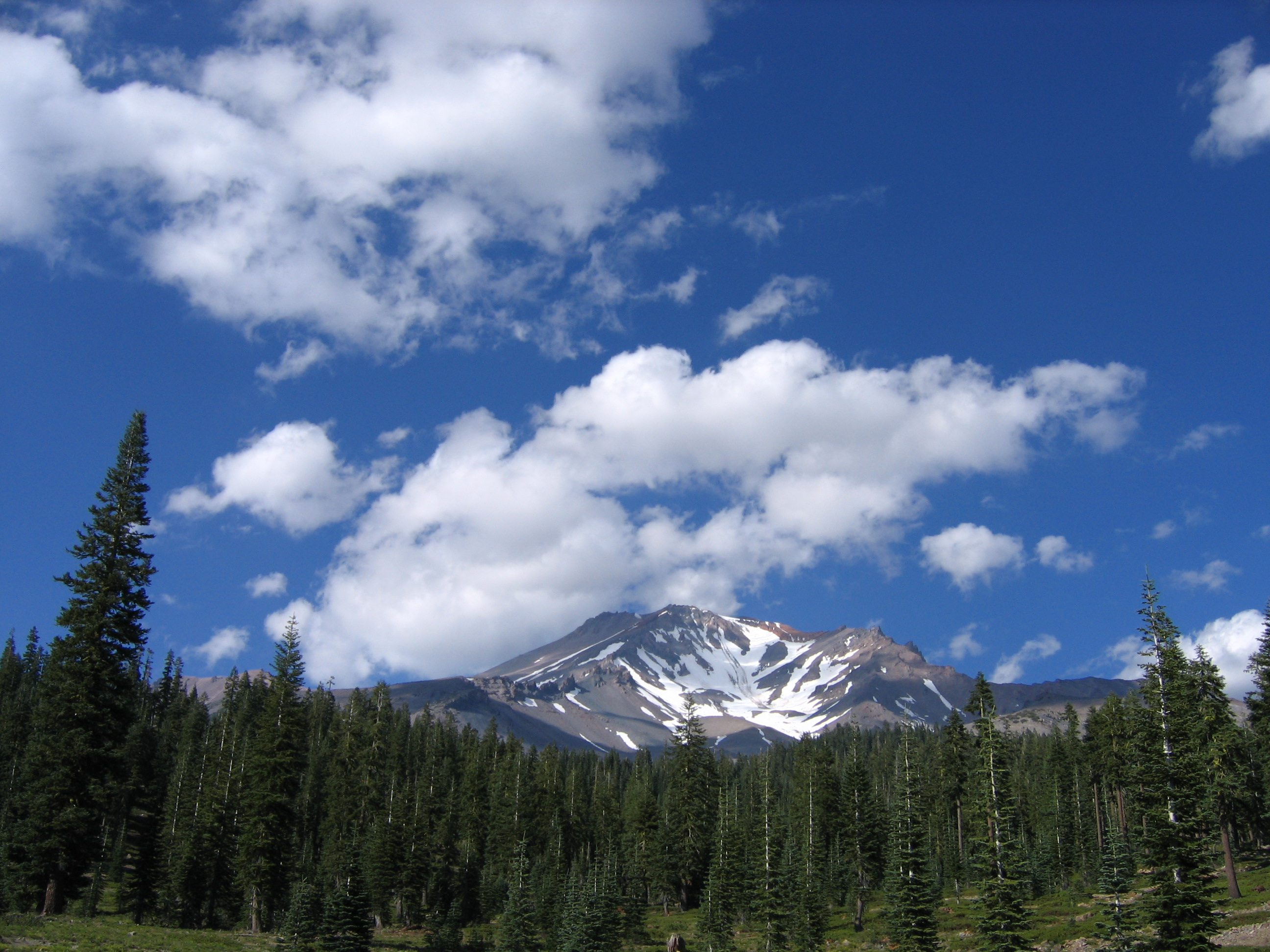
Foresta di abeti rossi della California
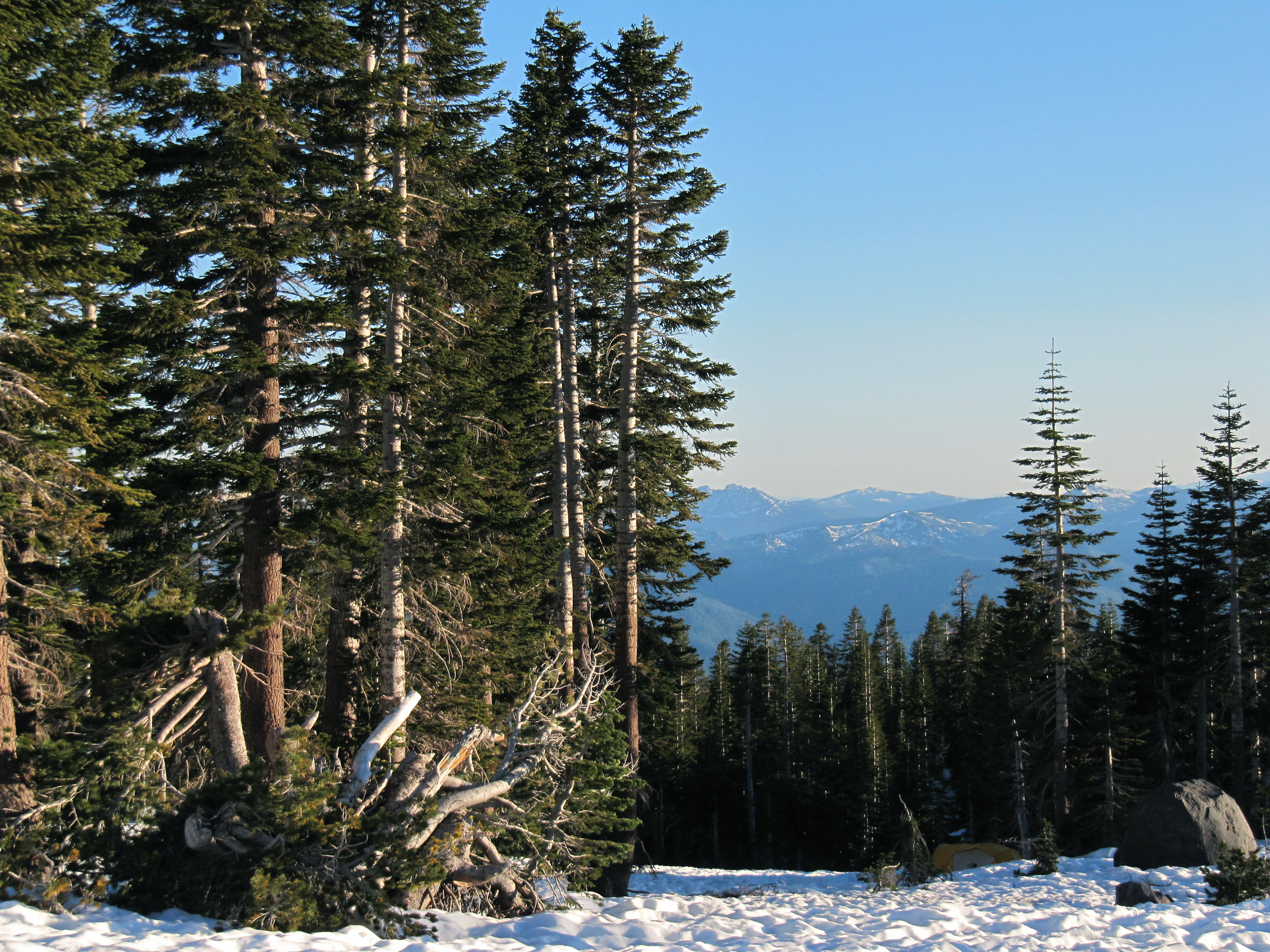
Esemplari in primo piano